# Radiação Assassina
Radiação Assassina (Revenge of the Radioactive Reporter, no original) é um filme americano de 1989 que conta a história de um repórter que ao investigar uma usina nuclear, acaba sendo jogado pelo diretor do local em um tanque com material radioativo. O evento o transforma e um ser mutante sedento por vingança.